# Austrosticta soror
Austrosticta soror – gatunek ważki z rodziny Isostictidae.